# 世界遺産の一覧 (危機遺産リスト)

各国の危機遺産保有数

世界遺産の一覧（危機遺産リスト）（せかいいさんのいちらん（ききいさんリスト））では、現在「危機にさらされている世界遺産」（危機遺産）リストに掲載されている物件の一覧を扱う。過去に危機遺産に登録されていた物件については、過去の危機遺産リストを参照のこと。
以下の情報は、第47回世界遺産委員会（2025年7月）時点のものである。合計30か国の53件が指定されており、うち文化遺産は39件、自然遺産は14件である。

## 危機にさらされている遺産
| 画像 | 国名                             | 遺産名                                                                       | 分類 | 世界遺産登録年 | 危機遺産登録年 | 主な危機遺産登録理由                                 |
| ---- | -------------------------------- | ---------------------------------------------------------------------------- | ---- | -------------- | -------------- | ---------------------------------------------------- |
|      | エルサレム（ヨルダンによる申請） | エルサレムの旧市街とその城壁群                                               | 文化 | 1981年         | 1982年         | 周辺情勢の不安定さ                                   |
|      | ペルー                           | チャン・チャン遺跡地帯                                                       | 文化 | 1986年         | 1986年         | 潮風などによる建材の劣化                             |
|      | ギニア/ コートジボワール         | ニンバ山厳正自然保護区                                                       | 自然 | 1981年         | 1992年         | 資源開発、難民の流入などによる環境の悪化             |
|      | ニジェール                       | アイル・テネレ自然保護区                                                     | 自然 | 1991年         | 1992年         | トゥアレグ人の独立問題に関連する治安の悪化など       |
|      | コンゴ民主共和国                 | ヴィルンガ国立公園                                                           | 自然 | 1979年         | 1994年         | 難民の大量流入などによる環境悪化、違法な木炭売買など |
|      | コンゴ民主共和国                 | ガランバ国立公園                                                             | 自然 | 1980年         | 1996年         | 密猟によるキタシロサイの激減                         |
|      | コンゴ民主共和国                 | オカピ野生生物保護区                                                         | 自然 | 1996年         | 1997年         | 密猟                                                 |
|      | コンゴ民主共和国                 | カフジ＝ビエガ国立公園                                                       | 自然 | 1980年         | 1997年         | 観光客が持ち込んだ伝染病などによるゴリラの減少       |
|      | 中央アフリカ                     | マノヴォ＝グンダ・サン・フローリス国立公園                                   | 自然 | 1988年         | 1997年         | 密猟、治安悪化                                       |
|      | イエメン                         | 古都ザビード                                                                 | 文化 | 1993年         | 2000年         | 都市化による伝統的都市景観の変化                     |
|      | アフガニスタン                   | ジャームのミナレットと考古遺跡群                                             | 文化 | 2002年         | 2002年         | 治安の悪化、浸水被害                                 |
|      | アフガニスタン                   | バーミヤン渓谷の文化的景観と古代遺跡群                                       | 文化 | 2003年         | 2003年         | ターリバーンによる石像爆破                           |
|      | イラク                           | アッシュル (カルアト・シェルカート)                                          | 文化 | 2003年         | 2003年         | ダム建設計画による水没の危機                         |
|      | ベネズエラ                       | コロとその港                                                                 | 文化 | 1993年         | 2005年         | 豪雨による被害、周辺の開発                           |
|      | セルビア                         | コソボの中世建造物群                                                         | 文化 | 2004年         | 2006年         | 治安の悪化                                           |
|      | イラク                           | 都市遺跡サーマッラー                                                         | 文化 | 2007年         | 2007年         | 周辺情勢の不安定さ                                   |
|      | セネガル                         | ニョコロ＝コバ国立公園                                                       | 自然 | 1981年         | 2007年         | ガンビア川上流のダム建設計画による環境悪化の懸念     |
|      | アメリカ合衆国                   | エバーグレーズ国立公園                                                       | 自然 | 1979年         | 2010年         | 水生生物の生態系の悪化                               |
|      | インドネシア                     | スマトラの熱帯雨林遺産                                                       | 自然 | 2004年         | 2011年         | 密猟や違法伐採など                                   |
|      | ホンジュラス                     | リオ・プラタノ生物圏保護区                                                   | 自然 | 1982年         | 2011年         | 密猟や違法伐採など                                   |
|      | パナマ                           | パナマのカリブ海側の要塞群                                                   | 文化 | 1980年         | 2012年         | 保存計画の不備など                                   |
|      | マリ                             | アスキアの墓                                                                 | 文化 | 2004年         | 2012年         | マリ北部紛争                                         |
|      | マリ                             | トンブクトゥ                                                                 | 文化 | 1988年         | 2012年         | マリ北部紛争                                         |
|      | ソロモン諸島                     | 東レンネル                                                                   | 自然 | 1998年         | 2013年         | 森林伐採                                             |
|      | シリア                           | 古代都市ダマスカス                                                           | 文化 | 1979年         | 2013年         | シリア内戦                                           |
|      | シリア                           | 古代都市ボスラ                                                               | 文化 | 1980年         | 2013年         | シリア内戦                                           |
|      | シリア                           | パルミラ遺跡                                                                 | 文化 | 1980年         | 2013年         | シリア内戦                                           |
|      | シリア                           | 古代都市アレッポ                                                             | 文化 | 1986年         | 2013年         | シリア内戦                                           |
|      | シリア                           | クラック・デ・シュヴァリエとカラット・サラーフ・アッディーン                 | 文化 | 2006年         | 2013年         | シリア内戦                                           |
|      | シリア                           | シリア北部の古代村落群                                                       | 文化 | 2011年         | 2013年         | シリア内戦                                           |
|      | タンザニア                       | セルース猟獣保護区                                                           | 自然 | 1982年         | 2014年         | 密猟の横行                                           |
|      | ボリビア                         | ポトシ市街                                                                   | 文化 | 1987年         | 2014年         | セロ・リコ鉱山の管理不徹底                           |
|      | パレスチナ                       | パレスチナ:オリーブとワインの地 - エルサレム南部バティールの文化的景観       | 文化 | 2014年         | 2014年         | 地域情勢による完全性と真正性への脅威                 |
|      | イエメン                         | サナア旧市街                                                                 | 文化 | 1986年         | 2015年         | 地域情勢による完全性と真正性への脅威                 |
|      | イエメン                         | シバームの旧城壁都市                                                         | 文化 | 1982年         | 2015年         | 地域情勢による潜在的な脅威                           |
|      | イラク                           | ハトラ                                                                       | 文化 | 1985年         | 2015年         | ISILによる破壊活動                                   |
|      | マリ                             | ジェンネ旧市街                                                               | 文化 | 1988年         | 2016年         | 情勢の不安定さ                                       |
|      | ウズベキスタン                   | シャフリサブス歴史地区                                                       | 文化 | 2000年         | 2016年         | 過度の観光開発への懸念                               |
|      | リビア                           | レプティス・マグナの考古遺跡                                                 | 文化 | 1982年         | 2016年         | 政情不安                                             |
|      | リビア                           | サブラタの考古遺跡                                                           | 文化 | 1982年         | 2016年         | 政情不安                                             |
|      | リビア                           | キュレネの考古遺跡                                                           | 文化 | 1982年         | 2016年         | 政情不安                                             |
|      | リビア                           | タドラルト・アカクスの岩絵遺跡群                                             | 文化 | 1985年         | 2016年         | 政情不安                                             |
|      | ミクロネシア連邦                 | ナンマトル:東ミクロネシアの祭祀センター                                      | 文化 | 2016年         | 2016年         | マングローブの繁茂など、保全状況への懸念             |
|      | オーストリア                     | ウィーン歴史地区                                                             | 文化 | 2001年         | 2017年         | 都市開発によって景観が損なわれる恐れ                 |
|      | パレスチナ                       | ヘブロン（アル＝ハリール）旧市街                                             | 文化 | 2017年         | 2017年         | 周辺情勢                                             |
|      | ケニア                           | トゥルカナ湖国立公園群                                                       | 自然 | 1997年         | 2018年         | ダム建設による環境の悪化                             |
|      | メキシコ                         | カリフォルニア湾の島々と自然保護区群                                         | 自然 | 2005年         | 2019年         | コガシラネズミイルカ絶滅の恐れ                       |
|      | ルーマニア                       | ロシア・モンタナの鉱山景観                                                   | 文化 | 2021年         | 2021年         | 採掘をめぐって投資紛争解決国際センターで係争中。     |
|      | イエメン                         | マアリブの古代サバア王国記念建造物群                                         | 文化 | 2023年         | 2023年         | イエメン内戦による環境悪化。                         |
|      | レバノン                         | トリポリのラシッド・カラミ国際見本市                                         | 文化 | 2023年         | 2023年         | 保全環境の悪化と周辺開発の可能性による潜在的危機。   |
|      | ウクライナ                       | オデーサ歴史地区                                                             | 文化 | 2023年         | 2023年         | ロシアによる軍事侵攻                                 |
|      | ウクライナ                       | キーウの聖ソフィア大聖堂と関連する修道院群及びキーウ・ペチェールシク大修道院 | 文化 | 1990年         | 2023年         | ロシアによる軍事侵攻                                 |
|      | ウクライナ                       | リヴィウ歴史地区群                                                           | 文化 | 1998年         | 2023年         | ロシアによる軍事侵攻                                 |
|      | パレスチナ                       | 聖ヒラリオン修道院 / テル・ウンム・アメル                                    | 文化 | 2024年         | 2024年         | 2023年パレスチナ・イスラエル戦争                     |